# Filipinas en los Juegos Paralímpicos de Tokio 2020
Filipinas estuvo representada en los Juegos Paralímpicos de Tokio 2020 por cuatro deportistas masculinos. El equipo paralímpico filipino no obtuvo ninguna medalla en estos Juegos.